# Jovem Pan FM Ponta Grossa
Jovem Pan FM Ponta Grossa é uma estação de rádio sediada na cidade de Ponta Grossa, no Paraná. Opera na frequência de 103,5 mHz, e é afiliada a Jovem Pan FM. Produz conteúdo local, principalmente na forma de blocos musicais.
A sede da afiliada situa-se no Edifício Philadelphia Office, bairro Olarias (imediações do centro). O transmissor por sua vez é localizado no Edifício Nicolau Gravina, bairro Centro e, ainda, na mesma torre é mantido também a retransmissão da RIC TV Curitiba.
Pelo seu porte técnico abrange também outros municípios da região dos Campos Gerais e adjacências  como Castro, Tibagi e Irati. A emissora é controlada localmente pelo Grupo RIC que também mantém afiliadas da mesma rede em Curitiba e Cascavel.

## História
A emissora foi lançada em 1 de junho de 2007, sendo a primeira rádio local do segmento "top40"/jovem na cidade. A emissora foi apresentada oficialmente a rede durante o humorístico Pânico que comentou sobre a cidade. O projeto marcou a expansão do RICRádio, nome dado ao grupo para a vertente do mesmo voltado ao meio radiofônico.